# Bela Aldeia, Bela Chama
Lepa sela lepo gore (prt/bra: Bela Aldeia, Bela Chama) é um filme iugoslavo de 1996, do gênero drama de guerra, dirigido por Srđan Dragojević. 
Foi selecionado como representante da Sérvia à edição do Oscar 1997, organizada pela Academia de Artes e Ciências Cinematográficas.[carece de fontes?]

## Elenco
- Dragan Bjelogrlić
- Nikola Kojo
- Bata Živojinovć
- Zoran Cvijanović
- Milorad Mandić